# Merimnetria straussiella
Merimnetria straussiella là một loài bướm đêm thuộc họ Gelechiidae. Nó là loài đặc hữu của Oahu.
Adults have predominantly orange-colored forewings và pale hindwings.
Ấu trùng ăn Straussia kaduana và Straussia mariniana. Chúng ăn lá nơi chúng làm tổ.